# Ада Віньча
Ада Віньча — (пол.: Ada Wińcza; нар. у Вільнюсі, пом. 18 квітня 2007 року в Йоганесбурзі) — знавець культури та світу звірів Східної Африки.
Народилась і виховувалась у Польщі. Вчилась в Вільнюському університеті. У часи ІІ Світовою війни перебувала на примусових роботах у Німеччині. Після її завершення виїхала до Східної Африки і разом з родиною мешкала в Танзанії, Кенії, ПАР. Займалась різноманітними заняттями, між іншим керувала виробництвом бекону, працювала в сизальному ремеслі, а також полювала на слонів.
У часи перебування у Кенії разом з чоловіком здійснювала сафарі для туристів з-за кордону. У кінці 70-х років виїхала з Кенії до Йоганнесбурга, де керувала маленьким бутіком з пам'ятками зі Східної Африки біля Mandela Square.
ЇЇ чоловік Владислав Віньча керував підприємством «Hunters and Guides. Kenia Ltd». Також був відомим полювальником — віцедиректором «Professional Hunters Association of East Africa».
ЇЇ першу книжку вперше видано в 1971 році у Лондоні.

## Публікації
- Ада Віньча, «Надзвичайні Масаї», Видавництво «Śląsk», Катовіце, 1976, з англійської переклала Зофія Краєвська; передмовою займались Євген Жевуський і Марія Влодковська.
- Ада Віньча, «Сафарі хатарі», 1976
- Ада Віньча, «Розповіді з савани і куща» Катовіце: Шльонськ, Видання II, [1983]. ISBN 83-216-0338-6